# Roger Vergé
Roger Vergé, né le 7 avril 1930 à Commentry (Allier) et mort le 5 juin 2015 à Mougins (Alpes-Maritimes), est un cuisinier français.

## Éléments de biographie
Roger Vergé est une des figures de la gastronomie française contemporaine. La passion de la cuisine lui vient de sa tante Célestine qu'il mettra à l'honneur dans ses nombreux livres.
Il a contribué au développement de la renommée de la cuisine française, notamment en s'associant avec Paul Bocuse et Gaston Lenôtre pour créer le Pavillon français à Walt Disney World à Orlando en Floride[réf. nécessaire].
Roger Vergé décède le 5 juin 2015 à Mougins à l'âge de 85 ans.

## Le Moulin de Mougins
L’histoire du Moulin de Mougins débute en 1969, où Roger Vergé et sa femme Denise s'installent sur la Côte d'Azur après des étapes à Cavalière et en Jamaïque. Très vite, le succès est au rendez-vous et la première étoile au Guide Michelin arrive en 1970. La deuxième est décrochée en 1972 et la consécration arrive en 1974 avec la troisième étoile.
Roger Vergé a également – dans les années 1970 – créé une deuxième adresse dans le cœur historique du village de Mougins : L’Amandier de Mougins.
En 1982, à Disneyworld, dans le cadre d’EPCoT Center, voit l'ouverture d'une aventure américaine avec la gestion de la restauration du Pavillon français avec ses deux amis partenaires : Paul Bocuse et Gaston Lenôtre. Résultats : Les Chefs de France et Le Bistro de Paris.
Beaucoup de chefs prestigieux ont officié dans ses cuisines sous sa direction :Jacques Maximin, Bruno Cirino, Daniel Boulud, Alain Ducasse, Jacques Chibois, Serge Chollet, Gilles Goujon, Denis Fétisson, David Bouley, Didier Oudill, Daniel Rozier (chef pâtissier à l'Amandier) et bien d'autres.
En 2003, Roger Vergé se retire des fourneaux et cède Le Moulin de Mougins à Alain Llorca, jeune chef prometteur qui officiait alors au Negresco à Nice.
En 2006, la première édition du Festival international de la gastronomie et des arts de vivre de Mougins  lui rend hommage pour sa contribution à la ville de Mougins et à la gastronomie.
Ami des arts et des artistes, Roger Vergé a au fil des années transformé son restaurant en musée vivant avec des œuvres de ses amis César, Arman, Jean-Michel Folon ou Théo Tobiasse.